# Algèbre de Kac-Moody
Pour les articles homonymes, voir Algèbre (homonymie).
En mathématiques, une algèbre de Kac-Moody est une algèbre de Lie, généralement de dimension infinie, pouvant être définie par des générateurs et des relations via une matrice de Cartan généralisée. Les algèbres de Kac-Moody tiennent leur nom de Victor Kac et de Robert Moody, qui les ont indépendamment découvertes. Ces algèbres sont une généralisation des algèbres semi-simples de Lie de dimension finie, et de nombreuses propriétés liées à la structure des algèbres de Lie, notamment son système de racines, ses représentations irréductibles, ses liens avec les variétés de drapeaux ont des équivalents dans le système de Kac-Moody. Une classe d'algèbres de Kac-Moody appelées algèbres de Lie affines (en) est particulièrement importante en mathématiques et en physique théorique, et plus spécifiquement dans les théories conforme des champs et des systèmes complètement intégrables. Kac a trouvé une preuve élégante de certaines identités combinatoires, les identités de Macdonald (en), en se fondant sur la théorie des représentations des algèbres de Lie affines. Howard Garland et James Lepowsky démontrèrent quant à eux que les identités de Rogers-Ramanujan pouvaient être prouvées de façon similaire.

## Définition
Une algèbre de Kac-Moody est déterminée comme suit :
1. Une matrice de Cartan généralisée de taille {\displaystyle n\times n}, {\displaystyle C=(c_{ij})} de rang r.
2. Un espace vectoriel {\displaystyle {\mathfrak {E}}} sur {\displaystyle \mathbb {C} } de dimension 2n - r.
3. Un ensemble de n vecteurs libres {\displaystyle \alpha _{i}} de {\displaystyle {\mathfrak {E}}} et un ensemble de n vecteurs libres {\displaystyle \alpha _{i}^{*}} de l'espace dual associé à {\displaystyle {\mathfrak {E}}}, tel que {\displaystyle \forall {i,j}\in (\{1\cdots \ n\})^{2}}, {\displaystyle \alpha _{i}^{*}(\alpha _{j})=c_{ij}}. Les {\displaystyle \alpha _{i}} sont appelés « coracines », tandis que les {\displaystyle \alpha _{i}^{*}} sont appelés « racines ».

L'algèbre de Kac-Moody est l'algèbre de Lie {\displaystyle {\mathfrak {g}}} définie par les vecteurs générateurs {\displaystyle e_{i}} et {\displaystyle f_{i}} et les éléments de {\displaystyle {\mathfrak {E}}} ainsi que les relations :
- {\displaystyle [e_{i},f_{i}]=\alpha _{i}\ }
- {\displaystyle \forall {i}\neq j,[e_{i},f_{j}]=0}
- {\displaystyle \forall {x}\in {\mathfrak {E}},[e_{i},x]=\alpha _{i}^{*}(x)e_{i}}
- {\displaystyle \forall {x}\in {\mathfrak {E}},[f_{i},x]=-\alpha _{i}^{*}(x)f_{i}}
- {\displaystyle \forall {x,x'}\in {\mathfrak {E}},[x,x']=0}
- {\displaystyle {\textrm {ad}}(e_{i})^{1-c_{ij}}(e_{j})=0}
- {\displaystyle {\textrm {ad}}(f_{i})^{1-c_{ij}}(f_{j})=0}

Où {\displaystyle {\textrm {ad}}:{\mathfrak {g}}\to {\textrm {gl}}({\mathfrak {g}}),{\textrm {ad}}(x)(y)=[x,y]} est la représentation adjointe de {\displaystyle {\mathfrak {g}}}.
Une algèbre de Lie (de dimension infinie ou non) sur le corps des réels est également considérée comme une algèbre de Kac-Moody si sa complexifiée est une algèbre de Kac-Moody.

## Interprétation
Soit {\displaystyle {\mathfrak {h}}} une sous-algèbre de Cartan de l'algèbre de Kac-Moody.
Si g est un élément de l'algèbre de Kac-Moody tel que {\displaystyle \forall {x}\in {\mathfrak {h}},[g,x]=\omega (x)g}, où {\displaystyle \omega } est un élément de {\displaystyle {\mathfrak {h}}^{*}}, alors on dit que g a un poids {\displaystyle \omega }. L'algèbre de Kac-Moody peut être diagonalisée en vecteurs propres de poids. La sous-algèbre de Cartan {\displaystyle {\mathfrak {h}}} a un poids nul, {\displaystyle e_{i}} a un poids {\displaystyle \alpha _{i}^{*}} et {\displaystyle f_{i}} a un poids {\displaystyle -\alpha _{i}^{*}}. Si le crochet de Lie de deux vecteurs propres est non nul, alors son poids est la somme de leurs poids. La condition {\displaystyle [e_{i},f_{j}]=0\ \forall {i}\neq {j}} signifie simplement que les {\displaystyle \alpha _{i}^{*}} sont des racines simples.

## Types d'algèbres de Kac-Moody
La matrice de Cartan associée à l'algèbre de Kac-Moody {\displaystyle {\mathfrak {g}}} peut être décomposée comme produit de deux matrices D et S où D est une matrice diagonale positive et S une matrice symétrique.
La nature de S détermine le type de l'algèbre de Kac-Moody dont il est question :
- {\displaystyle {\mathfrak {g}}} est une algèbre de Lie simple de dimension finie si S est définie positive ;
- {\displaystyle {\mathfrak {g}}} est affine si S est semi-définie positive de corang 1.

Il existe aussi une autre classe d'algèbre de Kac Moody appelée algèbres hyperboliques. La matrice S ne peut jamais être définie négative ni semi-définie négative puisque ses coefficients diagonaux sont positifs.
Ces types d'algèbres de Kac Moody sont également caractérisés par leur diagramme de Dynkin :
- on connaît la liste complète des diagrammes de Dynkin correspondant aux algèbres de Lie simples ;
- lorsque tout sous-diagramme du diagramme de Dynkin de {\displaystyle {\mathfrak {g}}} est le diagramme d'une algèbre de Lie simple, alors {\displaystyle {\mathfrak {g}}} est affine ;
- lorsque tout sous diagramme du diagramme de Dynkin de {\displaystyle {\mathfrak {g}}} est le diagramme d'une algèbre affine, alors {\displaystyle {\mathfrak {g}}} est hyperbolique.

Les algèbres affines sont les mieux connues des algèbres de Kac-Moody.